# Гигантский ящер
Гига́нтский я́щер, или гигантский панголин (лат. Manis gigantea), — вид плацентарных млекопитающих из отряда панголинов (Pholidota). Один из четырёх видов ящеров, обитающих в Африке, где распространён вдоль экватора от Западной Африки до Уганды.

## Внешний вид
Точные данные о массе тела гигантского ящера неизвестны, однако был найден панголин, который весил 33 кг. Длина тела у самцов около 140 см, у самок 125 см. Крупнейший представитель отряда панголинов, за что и получил своё название. Гигантский ящер покрыт крупными, толстыми чешуйками, и почти не имеет волос (за исключением ресниц). Морда длинная; чешуя, как правило, коричневого или красновато-коричневого цвета. На передних лапах присутствуют длинные когти. Хвост длинный, широкий.

## Поведение
Гигантские ящеры живут в лесах и саваннах, где постоянно имеется большое количество воды и в изобилии водятся термиты. Никогда не поднимаются на большие высоты.
Гигантские ящеры, как правило, одиночные животные, однако один раз пара панголинов была обнаружена в норе с молодым панголином. Они могут рыть большие глубокие норы, длиной до 40 м и глубиной до 5 м. Ящеры ведут ночной образ жизни, после полуночи выходят из своих нор на поиски пищи. Среди органов чувств очень хорошо развито обоняние, так как оно играет важную роль в жизни животного, и у них хорошо развиты анальные железы. Запах этих желез, вероятно, играет роль во внутривидовом общении. При ходьбе большая часть массы тела ящера приходится на их столбчатые задние ноги. При этом хвост помогает удерживать равновесие.
Гигантские ящеры питаются муравьями и термитами. Норы термитов разрывают с помощью своих мощных когтей. Ящеры могут съесть очень большое количество этих животных. Также ящерам необходим постоянный доступ к питьевой воде.
О размножении гигантских ящеров мало что известно. Молодняк рождается в сентябре-октябре. Новорождённые весят около 500 г. Рождаются они зрячими, с мягкими чешуями. Сразу после рождения не способны к передвижению.
Когда гигантского ящера настигает хищник, он начинает скрывать свою голову между передними ногами, таким образом, подставляя потенциальному врагу только свои хорошо бронированные плечи. Если же при этом животное потрогать или схватить, то тогда оно полностью свернётся в шар. Иглы на хвосте очень острые, и поэтому могут использоваться панголином в качестве оружия. 

## Охрана
Занесён в Красный список МСОП как вид, находящийся под угрозой исчезновения, а также в Приложение II Конвенции о международной торговле видами, находящимися под угрозой исчезновения.
Основной причиной сокращения численности панголинов является охота для торговли мясом диких животных, в том числе в медицинских целях. Проблема сохранения вида заключается сложности разведения их в неволе — в зоопарках животные быстро погибали от болезней и других причин.